# Stazione di Ōji (Nara)
La stazione di Ōji (王寺駅?, Ōji-eki) è una stazione ferroviaria di interscambio situata nella cittadina di Ōji, nel distretto di Kitakatsuragi della prefettura di Nara in Giappone. Di fatto è costituita da due stazioni, quella per le linee JR West e la linea Kintetsu Ikoma chiamata, appunto Ōji', e quella della linea Tawaramoto della Kintetsu chiamata Shin-Ōji. È gestita dalla JR West e dalle Ferrovie Kintetsu, e serve le linee Yamatoji (linea principale Kansai) e Wakayama per quanto riguarda la JR West, e le linee Tawaramoto e Ikoma per le Ferrovie Kintetsu.

## Servizi
JR West
■ Linea Yamatoji
■ Linea Wakayama
 Ferrovie Kintetsu
● Linea Kintetsu Tawaramoto
● Linea Kintetsu Ikoma

## Struttura

### Stazione di Ōji

#### JR West
La stazione è costituita da due marciapiedi a isola centrale più uno laterale per 5 binari totali in superficie.
| 1   | ■ Linea Yamatoji       | per Nara, Kamo, e Kameyama |
| 1   | ■ Linea Wakayama       | per Takada e Gojō          |
| 2-3 | ■ Linea Yamatoji       | per Tennōji e Ōsaka        |
| 4-5 | ■ Linea Wakayama       | per Takada e Gojō          |
| 4-5 | ■ Linea Manyō-Mahoroba | per Sakurai                |

#### Linea Kintetsu Ikoma
La stazione della linea Ikoma delle Ferrovie Kintetsu ed è costituita da due binari tronchi. 
| 1-2 | ● Linea Kintetsu Ikoma | per Ikoma |

### Stazione di Shin-Ōji (Kintetsu)
La stazione di Shin-Ōji è direttamente connessa a quella della JR West, ed è costituita da due binari tronchi per la linea Tawaramoto. 
| Bin. nord | ● Linea Kintetsu Tawaramoto | per Nishi-Tawaramoto                     |
| Bin. sud  | ● Linea Kintetsu Tawaramoto | binario riservato alla discesa dal treno |

## Stazioni adiacenti
| ≪                         | Servizio                                               | ≫                       |
| Linea Yamatoji (Kansai)   | Linea Yamatoji (Kansai)                                | Linea Yamatoji (Kansai) |
| ------------------------- | ------------------------------------------------------ | ----------------------- |
| Hōryūji                   | Locale                                                 | Kyūhōji                 |
| Hōryūji                   | Rapido regionale Rapido Rapido Yamatoji Rapido diretto | Sangō                   |
| Linea Wakayama            |                                                        |                         |
| Capolinea                 | Locale Rapido                                          | Hatakeda                |
| Linea Kintetsu Ikoma      |                                                        |                         |
| Shigisanshita             | Locale                                                 | Capolinea               |
| Linea Kintetsu Tawaramoto |                                                        |                         |
| Ōwada                     | Locale                                                 | Capolinea               |